# Oxacis nitidicollis
Oxacis nitidicollis är en skalbaggsart som beskrevs av Champion 1890. Oxacis nitidicollis ingår i släktet Oxacis och familjen blombaggar. Inga underarter finns listade i Catalogue of Life.